# Alexandra (Newport and South Wales) Docks and Railway
Die Alexandra (Newport and South Wales) Docks and Railway war eine britische Eisenbahn- und Hafengesellschaft in Newport in Wales.
Die Gesellschaft wurde 1865 als „Alexandra (Newport) Dock Company“ gegründet. Am 13. April 1875 wurde der Betrieb im Hafen Alexandra von Newport aufgenommen. Die Eigentümer der Gesellschaft gründeten außerdem die Pontypridd, Caerphilly and Newport Railway. Am 18. August 1882 fusionierten die beiden Gesellschaften und benannte das neue Unternehmen „Alexandra (Newport and South Wales) Docks and Railway“.
Ab 1884 bis 1906 erfolgte der Erztransport auf der Bahnstrecke durch die Taff Vale Railway. Danach wurde mit von der Mersey Railway übernommenen Lokomotiven der Betrieb eigenständig durchgeführt. Vom 28. Dezember 1887 bis zum 31. Dezember 1898 wurde der lokale Personenverkehr durch die Great Western Railway  und der durchgehende Zugverkehr durch die Rhymney Railway realisiert. Ab 1899 übernahm die GWR den Verkehr komplett.
Durch den Railways Act 1921 kam die Bahngesellschaft am 1. Januar 1923 zur Great Western.